# 연어알

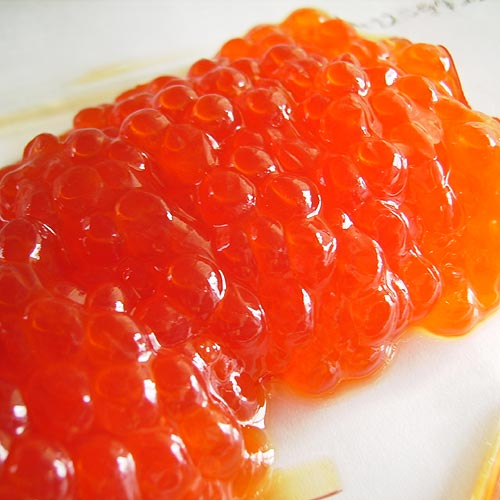
연어알젓

연어알, 혹은 근자(筋子)는 연어과 어류의 난소에 들어가 있는 채의 알을 의미한다. 또는 이것으로 만든 젓갈을 의미한다.
그 이름 대로 연어 같은 난소막을 따라 알이 붙어 있다.

## 요리

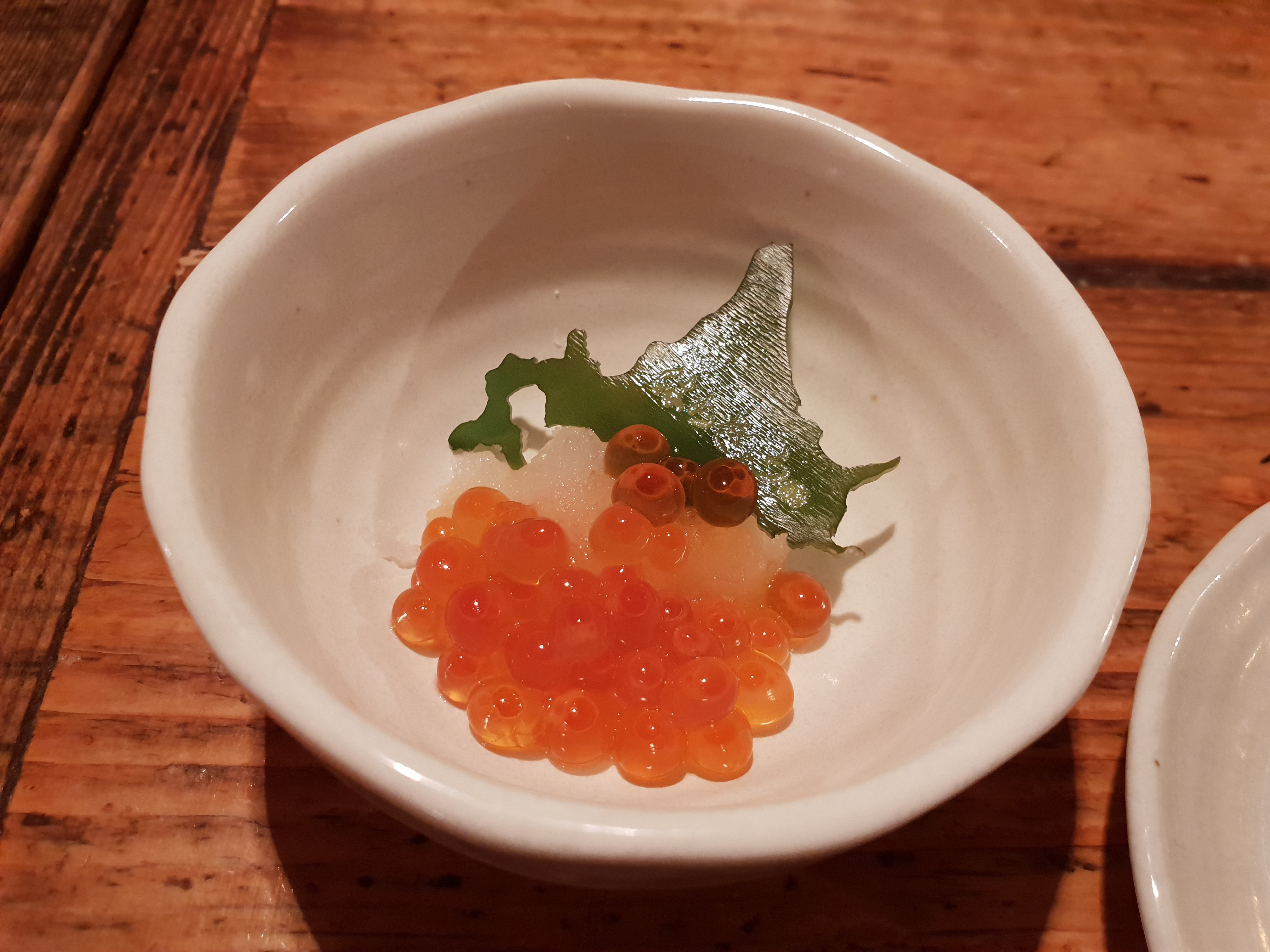
홋카이도의 연어알

난소막에서 알을 제거하기 전의 것은 모두 연어알이라고 불리지만, 시장에 유통되는 연어알은 거의다 염장품이라고 볼 수 있다. 일본에서는 익히지 않은 생연어알이라고 부르며 구별한다. 도후쿠 지방에서는 염장 연어알을 스지코(근자)라고 부르고 익히지 않은 상품을 복자(하라코)라고 부른다.

## 같이 보기
- 백어알